# رودريغو كونتريرز
رودريغو كونتريرز (بالإسبانية: Rodrigo Contreras) هو دراج كولومبي، ولد في 2 يونيو 1994 في Villapinzón ‏ في كولومبيا.

## وصلات خارجية
- رودريغو كونتريرز على موقع الاتحاد الدولي للدراجات (الإنجليزية)
- رودريغو كونتريرز على موقع أرشيف الدراجات (الإنجليزية)
- رودريغو كونتريرز على موقع إحصائيات الدراجات الإحترافية (الإنجليزية)
- رودريغو كونتريرز على موقع نسبة الدراجات (الإنجليزية)